# In corpore sano (singolo)
In corpore sano è un singolo della cantante serba Konstrakta, pubblicato l'11 febbraio 2022 come terzo estratto dalla raccolta Biti zdrava.

## Descrizione

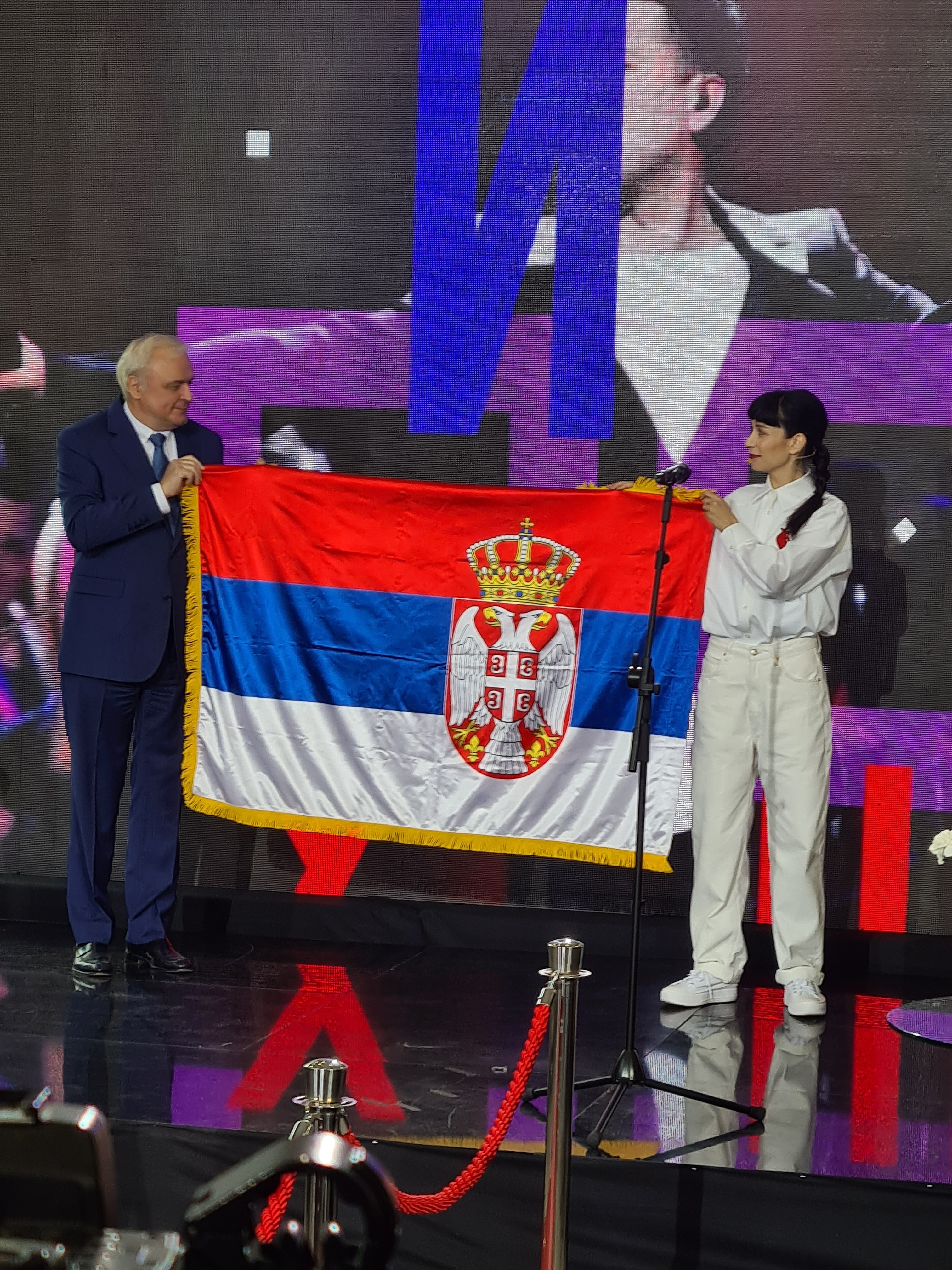
Dragan Bujošević, direttore della RTS, mentre consegna il tricolore serbo all'artista, 28 aprile 2022

Il 14 gennaio 2022 è stato confermato che con In corpore sano Konstrakta avrebbe preso parte a Pesma za Evroviziju '22, il programma di selezione del rappresentante della Serbia all'Eurovision Song Contest. Scritto a quattro mani in lingua serba dalla cantante insieme a Milovan Bošković, il brano è stato pubblicato in digitale il successivo 11 febbraio. Dopo aver superato la semifinale, in occasione della finale dell'evento, che si è svolta il 5 marzo 2022, Konstrakta è risultata la vincitrice sia del voto della giuria che del televoto, diventando di diritto la rappresentante serba a Torino.
Nel maggio successivo, dopo essersi qualificata dalla seconda semifinale, Konstrakta si è esibita nella finale eurovisiva, dove si è piazzata al 5º posto su 25 partecipanti con 312 punti totalizzati, di cui 225 provenienti dal televoto, che l'hanno resa la 4ª preferita dal pubblico della serata.

## Tracce
Testi e musiche di Ana Đurić e Milovan Bošković.
1. In corpore sano – 2:59

## Classifiche
| Classifica (2022) | Posizione massima |
| ----------------- | ----------------- |
| Croazia           | 1                 |
| Grecia            | 39                |
| Islanda           | 15                |
| Lituania          | 11                |
| Svezia            | 63                |